# Jan Křtitel Erna
Jan Křtitel Erna (kolem roku 1625, Brno – 24. února 1698 tamtéž) byl stavitel a zednický a kamenický mistr, působící na Moravě a především v Brně. Jeho jméno nese reprezentační sál v prostorách brněnské Staré radnice.

## Život
Otec Jana Křtitele Ondřej (Andrea) Erna přišel na Moravu (jako řada dalších architektů a stavitelů) ze severní Itálie kolem roku 1620. Jan Křtitel se narodil asi v roce 1625, v době, kdy již jeho otec byl majitelem domu na Horním náměstí (dnešní Zelný trh) v Brně, měšťanem a mistrem cechu kameníků a zedníků.
Poměrně záhy začal pracovat s otcem na jeho zakázkách (např. od roku 1643 ve Valticích). V době otcovy smrti v roce 1652 byl již Jan Křtitel rovněž mistrem (od roku 1647), který mohl po otci převzít jak podnik, tak zakázky a pokračovat v jeho díle. Zakázky získával na střední a hlavně jižní Moravě, nejvíce dokladů jeho intenzivní činnosti však lze nalézt v Brně a blízkém okolí.

## Nejvýznamnější stavby
- spolu s otcem participoval na stavbách ve Valticích a v Lednici (1643–1644)
- dostavba farního kostela Nanebevzetí Panny Marie ve Valticích po otcově smrti
- několik staveb pro benediktinský klášter v Rajhradě
- kostel sv. Michala v Brně (1658–1679) a posléze i stavba přilehlého dominikánského konventu
- stavba augustiniánského kláštera (konvent a proboštství) v Brně (1670)
- rekonstrukce kostela sv. Tomáše v Brně (1662–1668)
- prestavba kostela Nanebevzetí Panny Marie v Brně (1662–1668)
- stavba budovy pro výchovný a vzdělávací ústav pro šlechtické dívky (Palác šlechtičen) (1674–1679)
- kostel v Bojkovicích (1651–1656)[1]
- přestavba zámku v Jaroměřicích nad Rokytnou
- kaple Nejsvětější Trojice v Blatnici
- poutní místo v Jaroměřicích nad Rokytnou s loretánskou chýší, klášterem servitů a špitálem u Rokytné
- jezuitská rezidence v Tuřanech (1670) (posléze – od r. 1681 – včetně fary, ambitu, hřbitovní zdi aj.)
- mariánský sloup v Brně (1679)
- kaple sv. Anny v Tuřanech (vedle poutního kostela Zvěstování Panny Marie, někdy též Panny Marie v trní) (1693–1698) (stavbu dokončil po smrti Jana Křtitele jeho syn Jan Jakub)
- portál brněnské jezuitské koleje (1687–1690)

## Fotogalerie

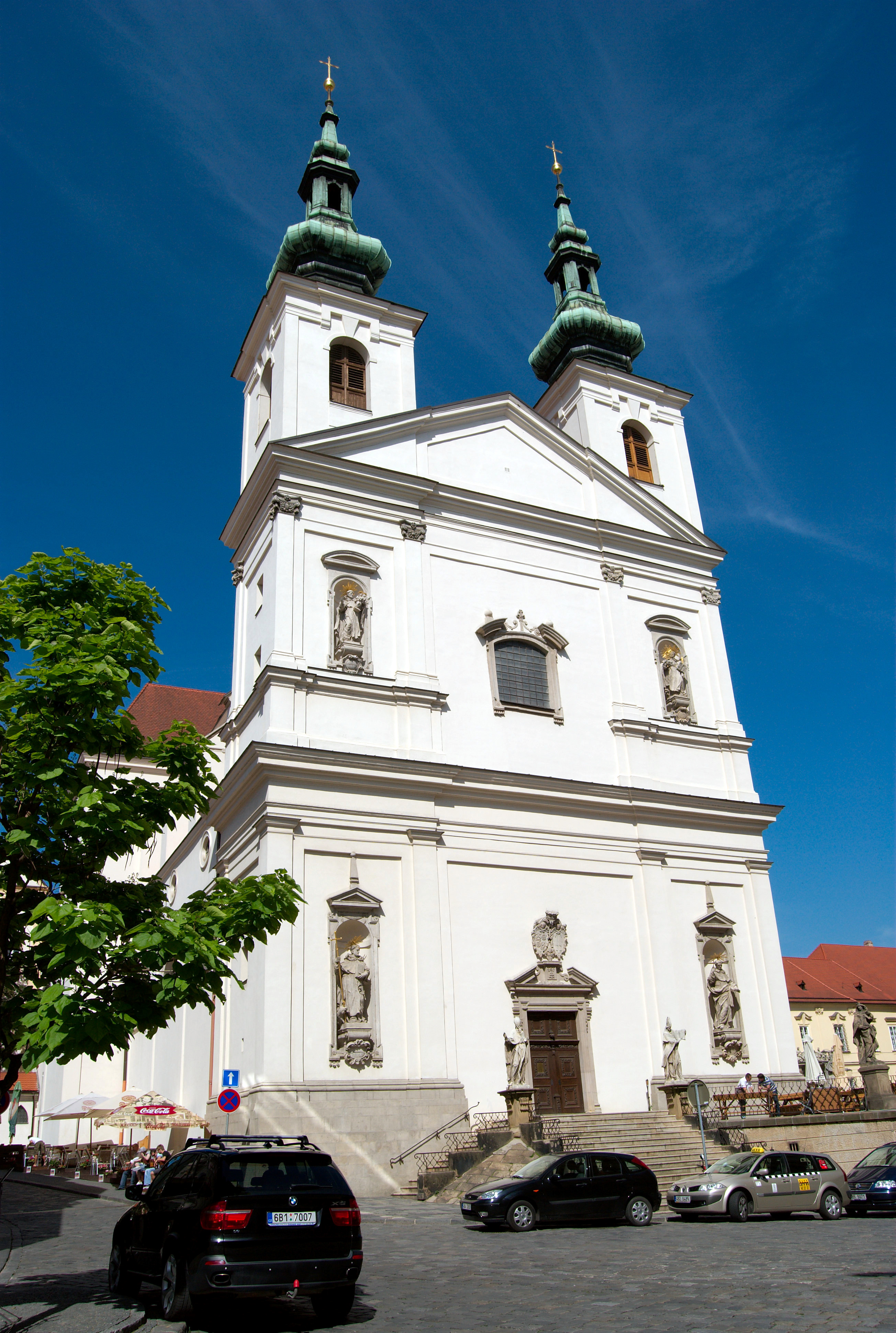
Kostel sv. Michala v Brně
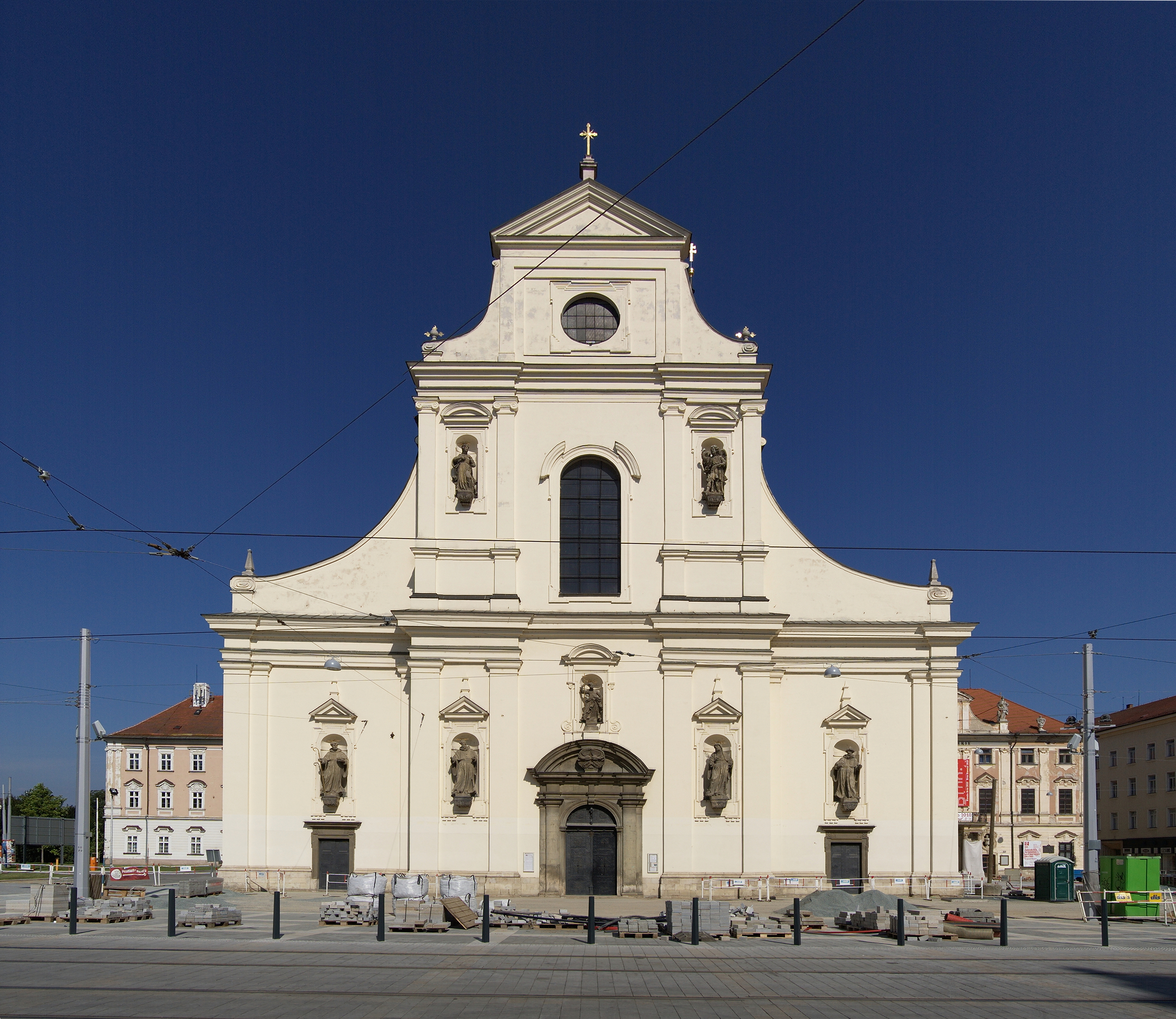
Kostel sv. Tomáše v Brně
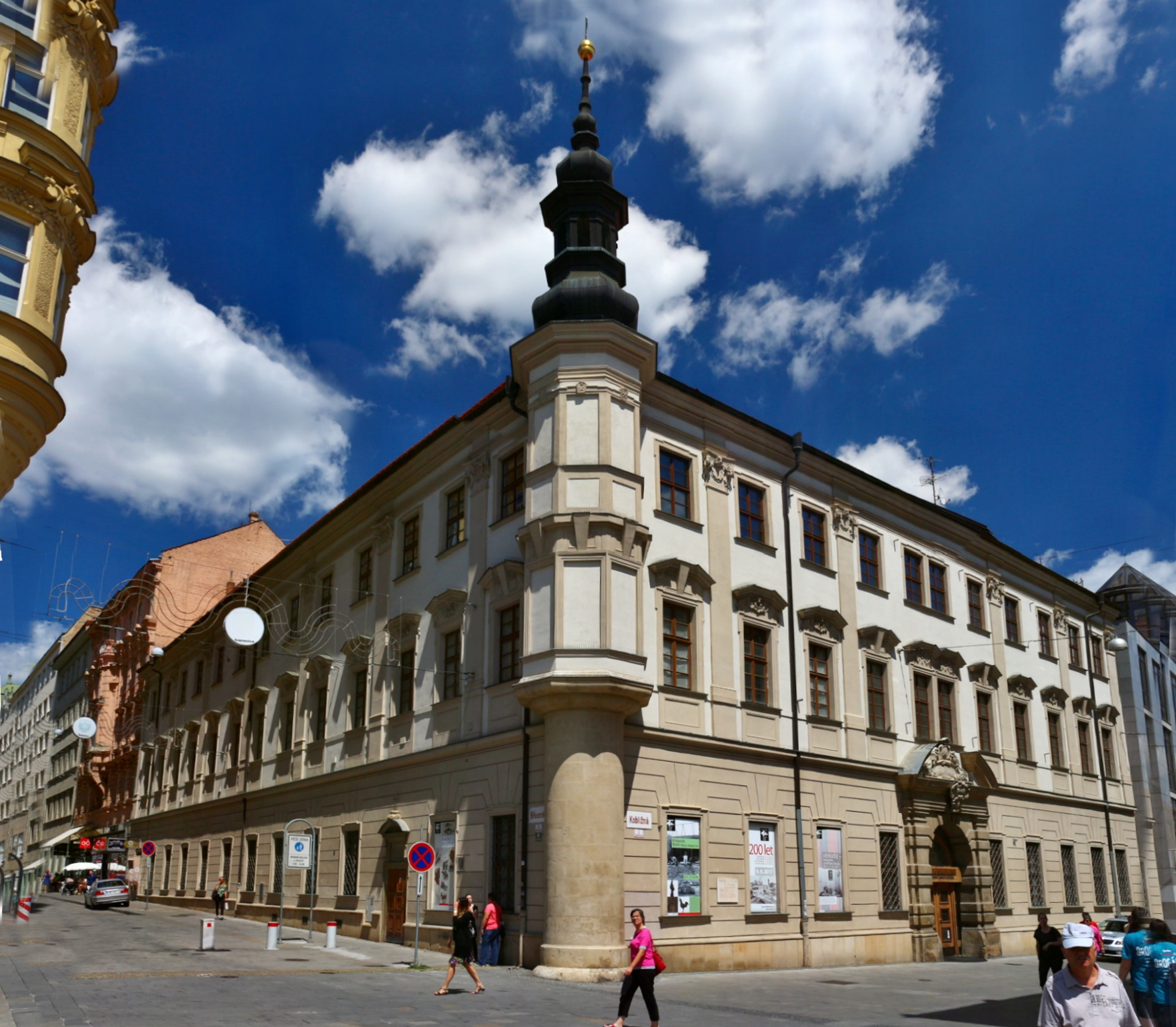
Palác šlechtičen v Brně
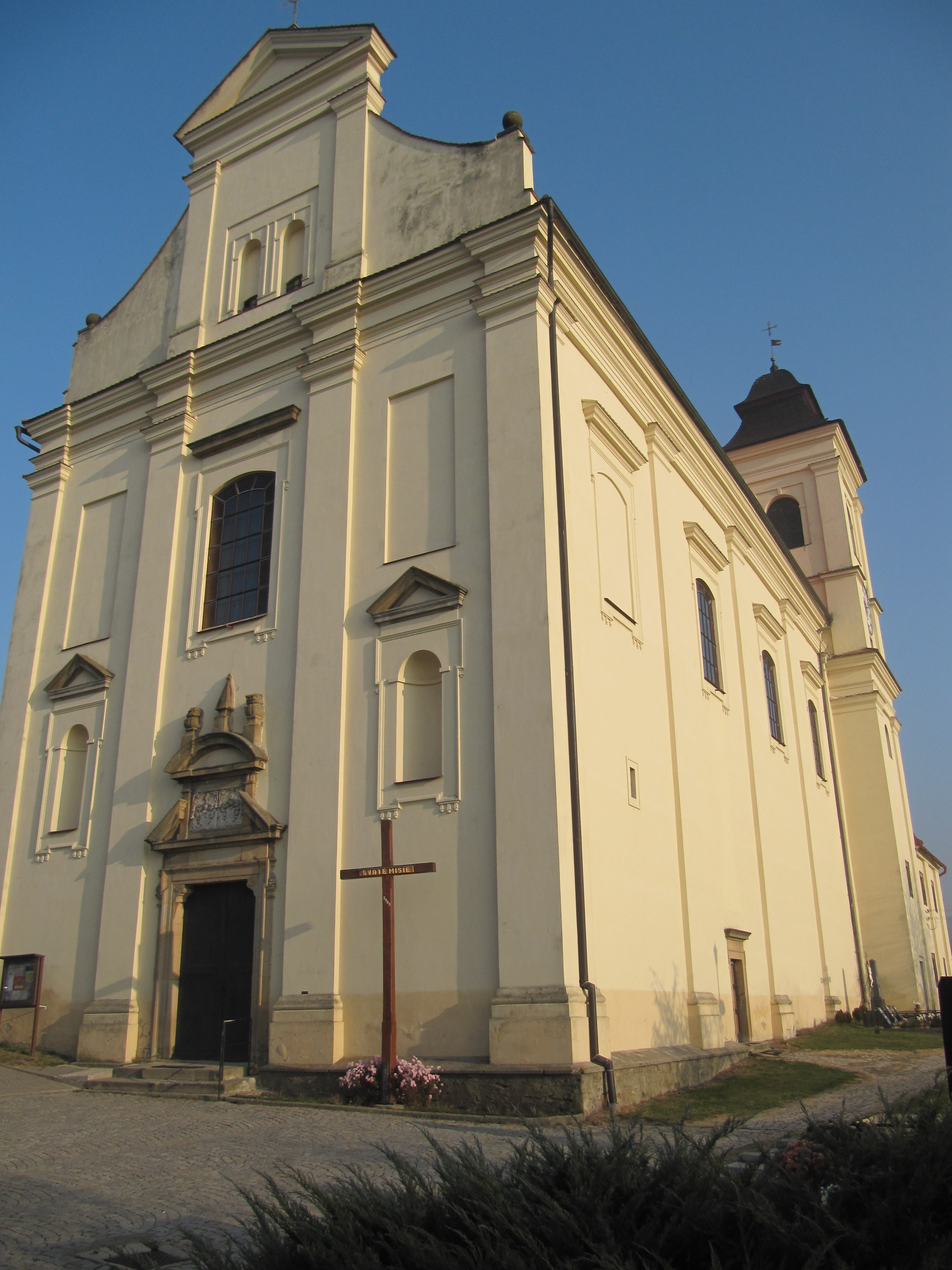
Kostel v Bojkovicích
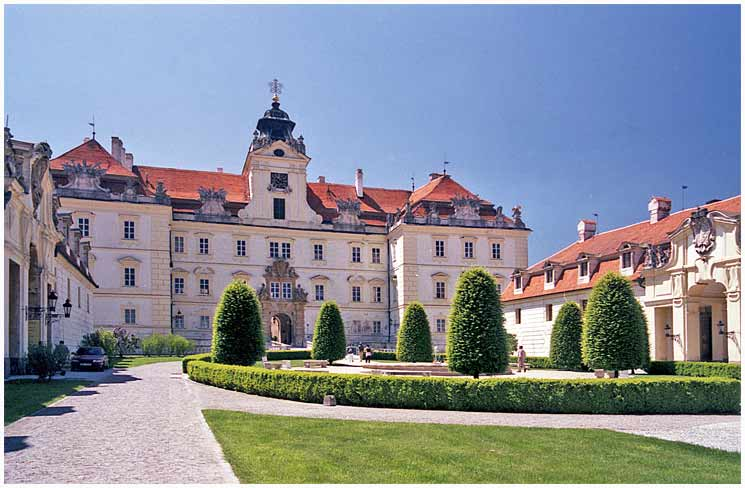
Nádvoří zámku ve Valticích
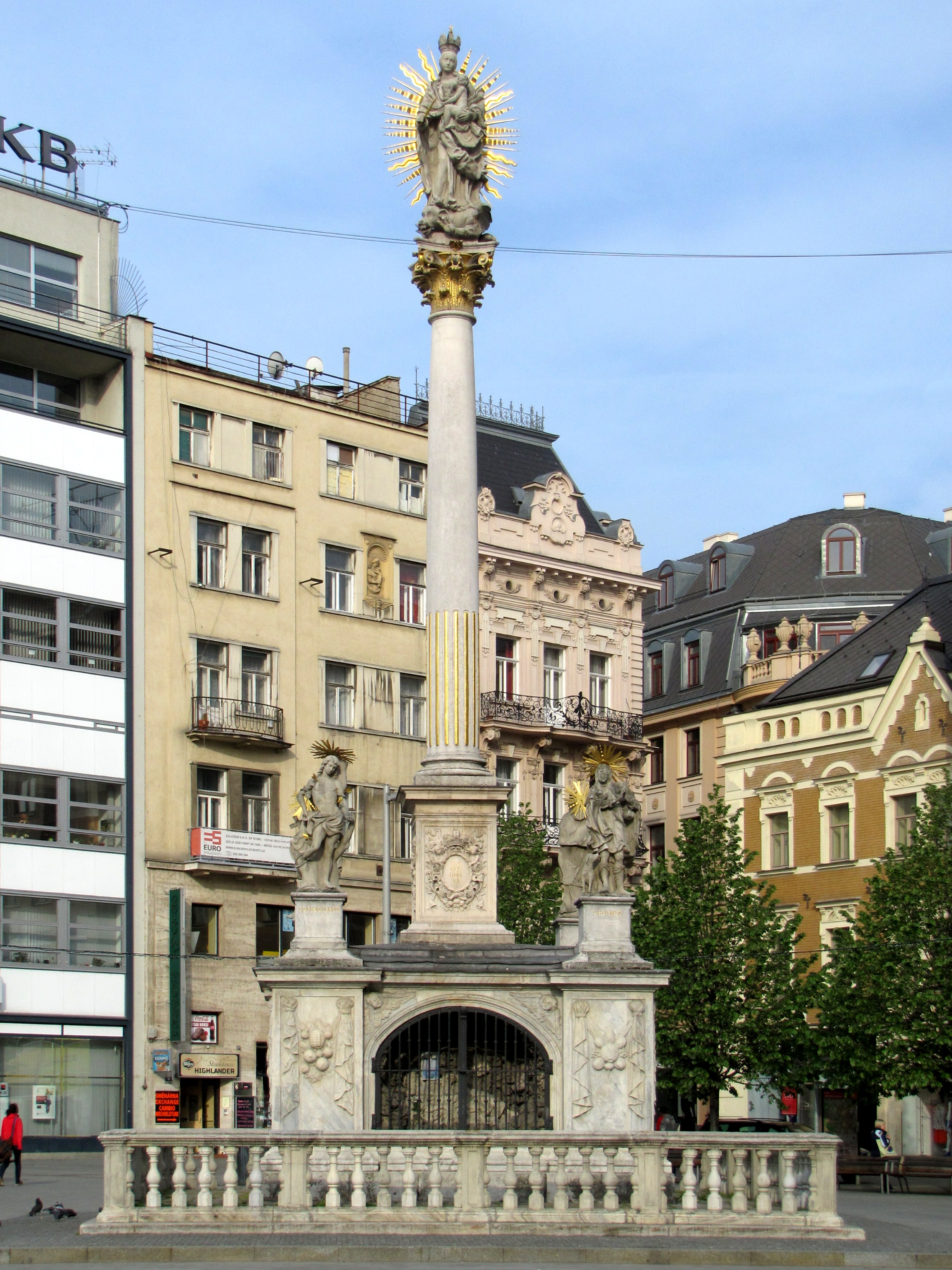
Mariánský sloup v Brně